# Liene Jansone
Liene Jansone est une joueuse lettonne de basket-ball née le 22 mai 1981 à Riga (Lettonie).

## Biographie
À l'été 2012, elle contribue à la qualification de l'équipe lettone pour l'Euro 2013 (13,5 points et 6,4 rebonds), puis elle rejoint le club turc de Tarsus, qui dispute l'Euroligue, où elle retrouve son équipière d'Aix, l'Espagnole Cindy Lima.
Elle quitte Tarsus avant la fin de saison avec des statistiques de 4,3 points et 2,6 rebonds en 16 rencontres de championnat national et 5,2 points et 2,8 rebonds en 12 rencontres d'Euroligue.

## Clubs
- 1997–1999:  TTT Riga
- 2000–2004:  Saints de Siena (NCAA)
- 2004–2005:  Hapoël Haïfa
- 2005–2006:  Ensino
- 2006–2007:  Salamanque
- 2007–2008:  Hondarribía-Irun
- 2008–2009:  Gambrinus Brno
- 2008–2009:  Tarbes Gespe Bigorre
- 2009–2010:  Umbertide
- 2010–2011:  Reyer Venezia
- 2011–2012:  Pool Comense
- 2011–2012:  Pays d'Aix Basket 13
- 2012–2013:  Tarsus Belediyesi